# Patrick Chan
Patrik Chan (n. 31 decembrie 1990, Ottawa, Ontario, Canada) este un patinator din Canada. Este triplu Campion Mondial la patinaj artistic proba masculina (2011-2013), dublu campion la Finala Grand Prix (2010–2011 & 2011–2012), de doua ori campion al turneului Patru Continente (2009 & 2012) si de 6 ori campion national al Canadei (2008-2013).
La Campionatul National al Canadei din 2010 a fost ales sa reprezinte Canada la Jocurile Olimpice de iarnă din 2010, unde s-a plasat pe locul 5 la proba masculina.
La campionatul mondial de patinaj artistic din 2011, pe 27 aprilie 2011, a câștigat medalia de aur cu un record mondial de puncte: 93,02 (programul scurt), 187,96 (programul liber) și 280,98 (total).